# Escolives-Sainte-Camille
Escolives-Sainte-Camille és un municipi francès, situat al departament del Yonne i a la regió de Borgonya - Franc Comtat. L'any 2007 tenia 719 habitants.

## Demografia

### Població
El 2007 la població de fet d'Escolives-Sainte-Camille era de 719 persones. Hi havia 282 famílies, de les quals 60 eren unipersonals (24 homes vivint sols i 36 dones vivint soles), 83 parelles sense fills, 111 parelles amb fills i 28 famílies monoparentals amb fills.
La població ha evolucionat segons el següent gràfic:
Habitants censats

### Habitatges
El 2007 hi havia 322 habitatges, 282 eren l'habitatge principal de la família, 25 eren segones residències i 15 estaven desocupats. 297 eren cases i 25 eren apartaments. Dels 282 habitatges principals, 185 estaven ocupats pels seus propietaris, 91 estaven llogats i ocupats pels llogaters i 6 estaven cedits a títol gratuït; 2 tenien una cambra, 14 en tenien dues, 55 en tenien tres, 73 en tenien quatre i 138 en tenien cinc o més. 255 habitatges disposaven pel capbaix d'una plaça de pàrquing. A 125 habitatges hi havia un automòbil i a 150 n'hi havia dos o més.

### Piràmide de població
La piràmide de població per edats i sexe el 2009 era:
| Homes | Edats   | Dones |
| ----- | ------- | ----- |
| 0     | 95 o +  | 0     |
| 0     | 90 a 94 | 8     |
| 0     | 85 a 89 | 0     |
| 12    | 80 a 84 | 8     |
| 4     | 75 a 79 | 12    |
| 4     | 70 a 74 | 4     |
| 12    | 65 a 69 | 16    |
| 12    | 60 a 64 | 16    |
| 24    | 55 a 59 | 16    |
| 12    | 50 a 54 | 16    |
| 20    | 45 a 49 | 16    |
| 24    | 40 a 44 | 40    |
| 28    | 35 a 39 | 32    |
| 48    | 30 a 34 | 28    |
| 28    | 25 a 29 | 24    |
| 16    | 20 a 24 | 8     |
| 24    | 15 a 19 | 28    |
| 20    | 10 a 14 | 32    |
| 28    | 5 a 9   | 20    |
| 16    | 0 a 4   | 4     |

## Economia
El 2007 la població en edat de treballar era de 484 persones, 387 eren actives i 97 eren inactives. De les 387 persones actives 361 estaven ocupades (190 homes i 171 dones) i 26 estaven aturades (10 homes i 16 dones). De les 97 persones inactives 35 estaven jubilades, 28 estaven estudiant i 34 estaven classificades com a «altres inactius».

### Ingressos
El 2009 a Escolives-Sainte-Camille hi havia 289 unitats fiscals que integraven 754 persones, la mediana anual d'ingressos fiscals per persona era de 18.828 €.

### Activitats econòmiques
Dels 32 establiments que hi havia el 2007, 2 eren d'empreses de fabricació d'altres productes industrials, 6 d'empreses de construcció, 7 d'empreses de comerç i reparació d'automòbils, 2 d'empreses de transport, 5 d'empreses d'hostatgeria i restauració, 1 d'una empresa immobiliària, 5 d'empreses de serveis, 1 d'una entitat de l'administració pública i 3 d'empreses classificades com a «altres activitats de serveis».
Dels 9 establiments de servei als particulars que hi havia el 2009, 1 era una funerària, 1 taller de reparació d'automòbils i de material agrícola, 2 paletes, 2 lampisteries, 2 electricistes i 1 agència immobiliària.
L'únic establiment comercial que hi havia el 2009 era una gran superfície de material de bricolatge.
L'any 2000 a Escolives-Sainte-Camille hi havia 12 explotacions agrícoles que ocupaven un total de 340 hectàrees.

## Equipaments sanitaris i escolars
El 2009 hi havia 1 escola maternal integrada dins d'un grup escolar amb les comunes properes formant una escola dispersa i 1 escola elemental integrada dins d'un grup escolar amb les comunes properes formant una escola dispersa.

## Poblacions més properes
El següent diagrama mostra les poblacions més properes.